# Gagrella tibialis
Gagrella tibialis is een hooiwagen uit de familie Sclerosomatidae.